# Porphyrinia cochylioides
Porphyrinia cochylioides là một loài bướm đêm trong họ Noctuidae.